# Maksim Borovikov
Maksim Borovikov (* 13. Februar 1992 in Kohtla-Järve) ist ein estnischer Eishockeyspieler, der seit 2017 beim HC Vipers Tallinn in der Meistriliiga spielt.

## Karriere
Maksim Borovikov begann seine Karriere als Eishockeyspieler in seiner Heimatstadt Kohtla-Järve bei den dortigen Viru Sputniks, für die er bereits als 14-Jähriger in der Meistriliiga debütierte. Nachdem er mit der Mannschaft 2010 estnischer Meister geworden war, wechselte er zu Tallinn Viiking Sport. Anschließend wechselte er im Jahresrhythmus zwischen beiden Vereinen. 2013 gewann er mit Viiking die estnische Meisterschaft. Neben seinen Auftritten für Viru Sputnik und Viiking in der Meistriliiga spielte er von 2009 bis 2011 für den HC Unistars Tallinn in der lettischen U18-Liga. 2016/17 spielte er für den HC Tallinn in der Meistriliiga. Anschließend wechselte er zum HC Vipers Tallinn.

### International
Für Estland nahm Borovikov im Juniorenbereich an den U18-Weltmeisterschaften 2009 und 2010, als er als bester Spieler seiner Mannschaft ausgezeichnet wurde, in der Division II sowie den U20-Weltmeisterschaften der Division II 2010, 2011 und 2012 teil. Im Seniorenbereich trat er für sein Land bei Turnieren der Division II 2012 und der Division I 2013 an. Zudem vertrat er seine Farben bei der Olympiaqualifikation für die Winterspiele 2014 in Sotschi.

## Erfolge und Auszeichnungen
- 2010 Estnischer Meister mit Kohtla-Järve Viru Sputnik
- 2012 Aufstieg in die Division I, Gruppe B, bei der Weltmeisterschaft der Division II, Gruppe B
- 2013 Estnischer Meister mit Tallinn Viiking Sport